# Printemps musical des alizés
 (mars 2015).
Si vous disposez d'ouvrages ou d'articles de référence ou si vous connaissez des sites web de qualité traitant du thème abordé ici, merci de compléter l'article en donnant les références utiles à sa vérifiabilité et en les liant à la section « Notes et références ».
Le Printemps musical des alizés est un festival annuel de musique de chambre qui se tient depuis 2001 à Essaouira (« cité des Alizés »), ville portuaire de l'océan Atlantique, au Maroc.

## Histoire
C'est en 1992 qu'André Azoulay crée l'Association Essaouira-Mogador afin de promouvoir et de valoriser le patrimoine culturel et artistique d’Essaouira, un patrimoine aux sonorités multiples tant dans ses métissages culturels que religieux.
Ce n'est qu'en 2001 que le Printemps musical des alizés voit le jour, porté par ses créateurs : André Azoulay et Mohammed Annaji. Ce festival de musique de chambre a, alors, pour but l'organisation de concerts, d'hommages, de conférences sur la musique et de débats sur l'enseignement musical. 
Dans ces premières années, le festival regroupe des artistes de musique de chambre ainsi que certains artistes de musique traditionnelle marocaine. Peu à peu, au fil des éditions, il fait une petite place à la musique symphonique en reprenant les classiques de Mozart, Beethoven, Bach, Chopin ou encore Debussy.
En partenariat avec l'Académie de musique des alizés créée en 2002, le festival est devenu un espace pédagogique pour les jeunes espoirs. 
Dina BensaÏd en est depuis 2015 la directrice artistique.
Les manifestations ont lieu sur trois sites : le riad Dar Souiri situé en médina, dans l'enceinte de l'Église Notre-Dame-de-l'Assomption d'Essaouira et dans la salle omnisports de la ville.

## Objectifs et moyens
Le Printemps musical des alizés débute chaque année à la fin du mois d'avril sur une période de trois jours. Environ une quinzaine d' artistes de musique de chambre d’univers différents y sont présentés; en solo, en duo, en trio, en quatuor... 
Il a pour seul objectif la diffusion de la culture. Des interprètes de la musique de chambre s'y retrouvent pour présenter à un public hétéroclite les interprétations de compositeurs de la musique classique.
Durant toute la période du festival, des masters class sont organisées, s’adressant directement aux musiciens débutants ; l’objectif étant de profiter de ce rendez-vous musical pour découvrir de nouveaux talents tout en privilégiant les échanges et le partage.
La notoriété de ce festival repose plus particulièrement sur sa gratuité et son principe d’accessibilité et d'ouverture à la musique classique.

## Éditions

### Édition 2004[4]
- Dong-Suk Kang : violon
- Virginie Pochon : soprano
- Emmanuel Strosser : piano
- Romain Guyot : clarinette
- Trio : piano, violon, violoncelle
- Quatuor Mandelring : cordes
- Svetlana Eganian : piano
- Hartmut Rohde : alto
- Young-hang Cho : violoncelle
- Yaroslava Kozina : mezzo-soprano
- Françoise Atlan : chant
- Mark Drobinsky : violoncelle
- Constantin Corfu : violon
- Régis Pasquier : violon
- Ariana Vafadari : mezzo-soprano
- Hartmut Pascher : alto, violon
- Ingrid Marsoner : piano
- Claire Desert : piano
- Nayer Nagui : soprano
- Michel Piquemal : soprano
- Anthony et Sandra Leroy-Moubarak : piano et violoncelle
- Henrik Siffert : ténor

### Édition 2005[5]
- Quatuor Sine Nomine
- Quatuor Miroirs
- Ensemble Accroche Note
- Armand Angster : clarinette
- Françoise Kubler : soprano
- Isabelle Moretti : harpe
- Christophe Beau : violoncelle
- Mario Caroli : flûte
- Michel Piquemal
- Jean-François Heisser : piano
- Emmanuel Strosser : piano
- Alberto Joya : pianista
- Ana Maria Hasler : mezzo-Soprano
- Ariana Vafadari : mezzo-Soprano
- Nayer Nagui
- Sveltana Eganian : piano
- Henrik Siffert : ténor
- Dominique Alevèque
- Mélanie Moussay : soprano
- Marie Basson : soprano
- Ulrike Panchyrz
- Orchestre philharmonique
- Jean-Baptiste Vuillaume : orchestre

### Édition 2006[6]
- Dong-Suk Kang : violon
- Bruno Rigutto : piano
- Young Chang Cho : violoncelle
- Hartmut Rohde : alto
- Michelangelo : quatuor à cordes
- Olivier Gardon : piano
- Jae Park : violon
- Jean-Louis Capezalli : hautbois
- Christian Rivet : guitare
- Philippe Muller : violoncelle
- Michael Wolf : contrebasse
- Sveltana Eganian : piano
- Sergeï Kouznetsov : piano
- Françoise Atlan : mezzo-Soprano
- Henrik Siffert : ténor
- Laure Crumière : soprano
- Marie Stoeckle : piano
- Écho du Danube
- Voces Intimae
- La Calisto Francesco Cavalli
- Ensemble Arianna

### Édition 2007[7]
- Accroche Note
- Talich
- La Follia
- Sirba Octet
- Caroline Casadesus
- Didier Lockwood
- Elsa Maurus
- Emmanuel Strosser
- Lidija et Sanja Bizjak
- Marc Mauillon
- Vivabiancaluna Biffi
- Pierre Hamon
- Sveltana Eganian
- Thomas Enhco
- Antoine De Grolée
- Chœur des Alizés
- Dalia Farouk
- Mélaie Moussay

### Édition 2008[8]
- Chœur des Trois Cultures
- Jean-Marc Phillips Varjabédian
- Vahan Mardirossian
- Lidija Bizjak
- Quintette Moraguès
- Karen Vourc'h
- Susan Manoff
- Sébastien Guèze
- Patrick Zygmanowski
- Jean Ferrandis
- Jean-Claude Casadesus
- Orchestre national de Lille
- Sasha Rozhdestvensky
- Alexander Ghindin
- Alexander Bouzlov
- Quai no 5
- Antoine De Grolee
- Lela Katsarava
- Quatuor Terpsycordes
- Marguerite Papazoglou
- Andreas Linos
- Ronald Martin Alonso

### Édition 2009
- L'Orchestre de Jeunes Alfred Loewenguth
- Julien Leroy
- Aurélien Azan Zielinski
- Bassey
- Jalila Bennani
- Chœur des Trois Cultures
- Antoine De Grolee
- Hélène Clément
- Pierre Fouchenneret
- Florian Frere
- Emmanuel Rossfelder
- Nicolas Dautricourt
- Ensemble Solti
- Quatuor Anches Hantées
- Christian-Pierre La Marca
- Madjid Khaladj
- Les révélations classique de l'Adami 2009
- European Camerata
- Christine Lajarrige
- Élisa Huteau
- Zadory Edua Amarilla
- Raluca Stirbat
- Smaïn
- Vahan Mardirossian
- Elena Rozanova
- Michel Piquemal
- Nagui Nayer
- Laurent Cousin
- Alain Huteau

### Édition 2010
- Michel Piquemal
- Mickael Henry Thomas
- Nagui Nayer
- Jalila Bennani
- Christine Lajarrige
- Laurent Cousin
- Jacques Greg-Belobo
- Orchestres des jeunes d'Andalousie
- Thibaut Maudry
- Matthieu Latil
- Marine Gandon
- Sonia Laziz
- Élisa Huteau
- Amandine Robillard
- Clémentine Margaine
- Emmanuel Christien
- Florian Feilmair
- Gabrielle Philiponet
- Marc Labonnette
- Vincent De Rooster
- Gilles Nicolas
- Dina Bensaïd
- Cédric Robin
- Noé Natorp
- Boris Borgolotto
- Hatim Idar
- Laila Gouchi
- Meryem Benmir
- Taha Ilias
- Youssef Jraifi
- Hajar Adnane

### Édition 2012
- Dina Bensaïd : piano
- David Grimal : violon
- Georges Pludermacher : piano
- Gauthier Broutin : violoncelle
- Kenza Zehrouni : piano
- Lina Tarari : piano
- Ensemble Crescendo
- Stéphanie Elbaz : piano
- Eliad Floréa : violon
- Justine Zieziulewiez : violon
- Caroline Berry : alto
- Horecka Bohdana : violoncelle
- Quatuor Girard
- Pascal Amoyel : piano
- Jolin Blanch : piano
- Petrlik : violon
- Nour Ayadi : piano
- Khadija Berrada : piano
- Rita Saher : piano
- Trio Métabole
- Sextuor les Alizés
- Yovan Markovitch : violoncelle
- Pascale Feuvrier : flûte
- Véronique Fèvre : clarinette
- Ghislaine Petit-Volta : harpe

### Édition 2013[9]
- Maouan Benabdallah : piano
- Pascal Amoyel : piano
- Silvia Dalla Benetta : soprano
- Abdellah Lasri : ténor
- Yaïr Benaïm : violon
- Dina Bensaïd : piano
- Bensaïd : violon
- Abdel Rahman El Bacha : piano
- Camille El Bacha : piano
- Jérôme Duro : piano
- Jérôme Pernoo : violoncelle
- Adrien Bellom : violoncelle
- Guillaume Bellom : piano et violon
- Trio Metral
- Quatuor Zaïde
- SpiriTango Quartet
- Romain Leleu : trompette
- Ensemble les Convergences, quintette à cordes
- Orchestre philharmonique du Maroc
- Benoit Girault : Chef d'orchestre

### Édition 2014[10]
- Marouan Benabdallah
- Yanis Benabdallah
- Dina Bensaïd
- Claire Désert
- Ensemble Contraste
- Patrice Fontanarosa
- Olivier Holt
- Kim Da-Min
- Paloma Kouider
- Yovan Markovitch
- Bruno Membrey
- Michel Trio
- Orchestre philharmonique du Maroc
- Trio Musica Humana
- Quatuor Girard

### Édition 2015[11]
- Yanis Benabdallah : ténor
- Alexandre Castro Balbi : violoncelle
- David Castro Balbi : violon
- Dina Bensaïd : Piano
- Joseph Birbaum : violon, piano
- David Petrlik : violon
- Marc Coppey : violon
- Respiro Tango
- Axelle Fanyo : chant
- Quatuor Hermes
- Olivier Holt : chef d'orchestre
- Suyana Trio
- Louis Zaitoun : ténor
- Edwin Fardini : baryton-basse
- Ensemble des Équilibres
- Graciane Finzi
- Ismaël Margain
- Odile Heimburger : violon
- Orchestre philharmonique du Maroc
- Sébastien Joly : chant